# Fierljeppen

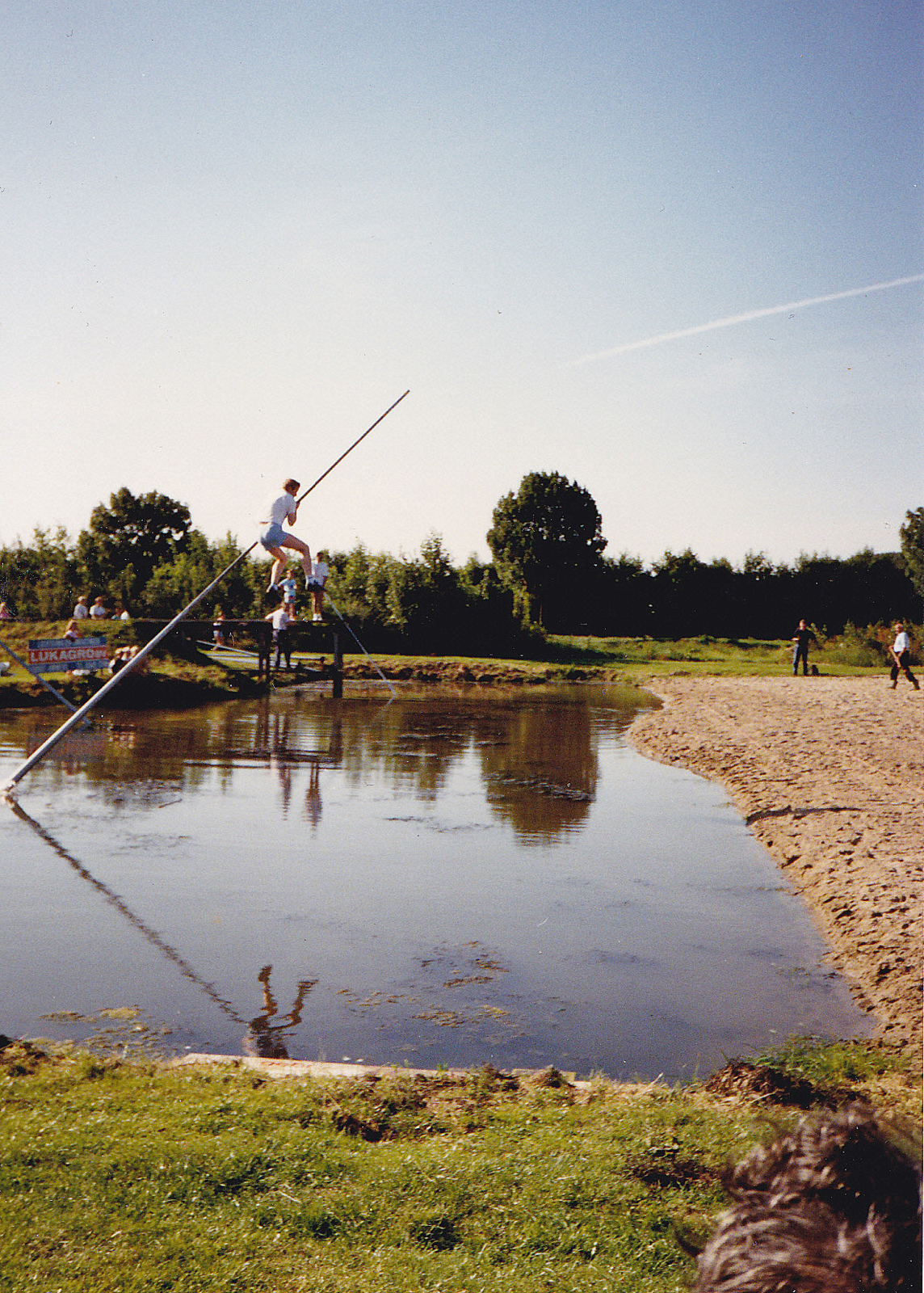
Fierljeppen sobre a água na Holanda.

Fierljeppen é uma tradicional prática cultural e esportiva praticada pelos Frísios holandeses. Ele criado a partir da necessidade dos agricultores locais atravessarem canais e áreas alagadas. Esta era a forma como os camponeses faziam para atravessar os canais que cortam o país. Ao invés de construir pontes, os fazendeiros fincavam uma vara no canal e se penduravam até o outro lado do terreno. Este fenômeno está presente em manuscritos do século XIII e também em antigas pinturas de Brueghel. Foi apenas uma questão de tempo até que o povo organizasse competições para saltar canais cada vez maiores.
Há 300 anos, este esporte deu origem ao Salto com vara. Porém, ele é um pouco diferente do que ocorre nas competições de atletismo. No fierljeppen, o atleta pretende saltar um canal aquático, a fim de atingir a maior distância possível na margem oposta, caindo e deixando sua marca na areia. Para isso, o atleta utiliza uma vara entre oito e treze metros para ultrapassar um rio e aterrissar do outro lado da margem.
Em tradução literal, fierljeppen quer dizer “saltando longe”..

## Atuais Recordistas
| Classe             | Recordistas         | Recorde      | Local                          | Data                 |
| ------------------ | ------------------- | ------------ | ------------------------------ | -------------------- |
| Veteranos          | Theo van Kooten     | 20.60 metros | Haastrecht, Holanda Meridional | 31 de julho de 2013  |
| Adultos            | Jaco de Groot       | 22.21 metros | Zegveld, Utrecht               | 12 de agosto de 2017 |
| Jovens             | Jaco de Groot       | 20.41 metros | Woerden, Utrecht               | 9 de agosto de 2006  |
| Infantil (meninos) | Age Hulder          | 19.24 metros | Burgum, Frisia                 | 1 de agosto de 2009  |
| Infantil (meninas) | Dymphie van Rooijen | 16.74 metros | Ijsselstein, Utrecht           | 21 de agosto de 2011 |